# Heersumer Schichten

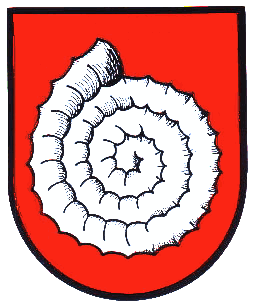
Ammonshorn im Wappen von Heersum

Die Heersumer Schichten sind eine Jura-Formation mit eigenartigen Seetier-Versteinerungen, die vor etwa 150 Mio. Jahren entstanden sind.
Der Geologe Karl von Seebach fand diese Formation 1864 in einem Steinbruch in der Nähe des Dorfes Heersum, einer Ortschaft der Gemeinde Holle im niedersächsischen Landkreis Hildesheim. Im Rahmen einer wissenschaftlichen Untersuchung gab er dieser Gesteinsformation den Namen Heersumer Schichten.
Diese Schichten aus dem Jura setzen sich aus hellen Kalk- und Mergelsteinen zusammen. Sie wurden früher in vier großen Brüchen nördlich von Listringen und Heersum abgebaut. Der Hildesheimer Professor Emanuel Pfaff hat aus diesen Schichten in jahrzehntelanger Sammlertätigkeit reiches Fossilienmaterial zusammengetragen.